# روزهای مهم در شیعه
این صفحه، مناسبت‌ها و روزهای مهم شادی، ماتم و یادمان برای مسلمانان شیعه را بر اساس تقویم قمری فهرست می‌کند.
| فهرست روزهای شادی، عزا و یادمان شیعیان                                                                                                | فهرست روزهای شادی، عزا و یادمان شیعیان                                 | فهرست روزهای شادی، عزا و یادمان شیعیان | فهرست روزهای شادی، عزا و یادمان شیعیان | فهرست روزهای شادی، عزا و یادمان شیعیان |
| تاریخ | گونه                                                                   | پیشامد | نکات/توضیحات |                                        |
| --- | ---------------------------------------------------------------------- | --- | --- | -------------------------------------- |
| محرّم الحرام |                                                                        | | |                                        |
| ۱ | ماتم                                                                   | با آغاز این ماه، سوگواری محرم آغاز می‌شود. این ماه، یادآوری شجاعت‌ها و ایثار حسین بن علی و یارانش در کربلا است، و ماه حماسه و ماتم است. | در برخی کشورهای شیعی، برگزاری مراسم حسین، به مدت دو ماه تا پایان ماه صفر ادامه می‌یابد. |                                        |
| ۲ | ماتم                                                                   | ورود حسین بن علی و یارانش به سرزمین کربلا در سال ۶۱ هجری، که سرآغاز حادثه عاشورا است | |                                        |
| ۷ | ماتم                                                                   | آغاز جلوگیری حرم حسینی از دستیابی به آب به دستور عمر بن سعد | |                                        |
| ۹ | ماتم                                                                   | تاسوعا و شب عاشورا | روزی که دشمن، حسین بن علی و یارانش را در کربلا محاصره کرد، و برای جنگ با آن‌ها اجتماع نمود، و یقین کرد که برای آن‌ها یاوری نخواهد آمد. حسین شب را از دشمن مهلت گرفت تا به عبادت و دعا بپردازد، و فردا به کارزار بپردازد. |                                        |
| ۱۰ | ماتم                                                                   | روز عاشورا | روز کشته‌شدن حسین بن علی و یارانش در سال ۶۱ هجری |                                        |
| ۱۰ | ماتم                                                                   | شام غریبان | عصر عاشورا |                                        |
| ۱۲ | ماتم                                                                   | کشته‌شدن علی بن حسین سجاد در سال ۹۴ (یا ۹۵) هجری در سن ۵۷ سالگی، بنا بر روایتی | روایت دیگر ۲۵ محرم است |                                        |
| ۱۷ | شادی                                                                   | حمله ابرهه به کعبه، و نازل شدن عذاب بر اصحاب فیل | آن سال «عام الفیل» نامیده شد، و پیامبر اکرم در همین سال متولد شد. |                                        |
| ۱۶ | یادمان                                                                 | قبله از مسجد الأقصی به سمت مسجدالحرام و کعبه تغییر کرد، در سال ۲ هجری، مطابق نقل کفعمی و شیخ بهایی | احتمال دیگر آن ۱۵ رجب است |                                        |
| ۲۵ | ماتم                                                                   | کشته‌شدن علی بن حسین سجاد در سال ۹۴ (یا ۹۵) هجری در سن ۵۷ سالگی، بنا بر روایتی | روایت دیگر ۱۲ محرم است |                                        |
| صَفَر المُظفّر / صفر الخیر |                                                                        | | |                                        |
| ۱ | یادمان                                                                 | آغاز جنگ صفین در سال ۳۷ هجری | جنگ علی و لشکریانش در برابر معاویه و سپاه شام، که ۱۱۰ روز به طول انجامید |                                        |
| ۱ | یادمان                                                                 | اسرای کربلا به همراه سر حسین را وارد شهر شام و دربار یزید کردند، در سال ۶۱ هجری | |                                        |
| ۲ | ماتم                                                                   | کشته‌شدن زید بن علی بن حسین پس از قیام بر ضد بنی امیه در سال ۱۲۰ هجری | وی هنگام کشته‌شدن ۴۲ سال داشت |                                        |
| ۷ | شادی                                                                   | ولادت کاظم در منطقه ابواء (محلی میان مکه و مدینه) در سال ۱۲۸ هجری، بنا بر روایت مشهور | این روز از جهتی روز حزن، و از جهتی روز سرور است |                                        |
| ۷ | ماتم                                                                   | کشته‌شدن حسن مجتبی، بنا بر نقل شیخ مفید و کفعمی (نقل ۲۸ صفر مشهورتر است) | این روز از جهتی روز حزن، و از جهتی روز سرور است |                                        |
| ۸ | ماتم                                                                   | وفات سلمان فارسی در سال ۳۶ هجری در مدائن، در سن ۲۵۰ سالگی یا ۳۵۰ سالگی | |                                        |
| ۹ | شادی                                                                   | پیروزی علی در جنگ نهروان، و قتل ذو الثدیه رئیس خوارج در سال ۳۹ هجری | |                                        |
| ۱۷ | ماتم                                                                   | کشته‌شدن علی بن موسی الرضا در سال ۲۰۳، بنا به قول کفعمی (قول غیرمعروف) | قول معروف، روز آخر صفر است |                                        |
| ۲۰ | ماتم                                                                   | اربعین حسین | چهلم عاشورا |                                        |
| ۲۰ | یادمان                                                                 | در این روز جابر بن عبدالله انصاری برای زیارت حسین به کربلا آمد | او از اولین زائران حسین بود |                                        |
| ۲۰ | یادمان                                                                 | روزی که اهل بیتِ حسین از شام به مدینه آمدند، طبق روایتی | |                                        |
| ۲۸ | ماتم                                                                   | وفات یا کشته‌شدن پیامبر اکرم در سال ۱۱ هجری | ایشان در هنگام وفات ۶۳ ساله بود. علی، پیامبر را غسل داده و کفن نمود و بر آن نماز گزارد و آنگاه مردم گروه گروه بر پیکرش نماز گزاردند و سپس علی آن را در حجره‌اش در همان محلّی که از دنیا رفته بود دفن فرمود. |                                        |
| ۲۸ | ماتم                                                                   | کشته‌شدن حسن مجتبی در سال ۵۰ هجری، طبق روایت مشهورتر. | احتمال دیگر، ۷ صفر است |                                        |
| آخر | ماتم                                                                   | کشته‌شدن رضا در سن ۵۵ سالگی، توسط مأمون عباسی در سال ۲۰۳ هجری، بنا بر قول شیخ طبرسی و ابن اثیر (قول معروف) | اقوال دیگر ۱۷ صفر و ۲۳ ذی القعده‌اند. |                                        |
| رَبیع الاوّل |                                                                        | | |                                        |
| ۱ | شادی                                                                   | لیلة المبیت در سال ۱۳ بعثت | در این شب، پیامبر اکرم از مکه به قصد هجرت به مدینه از شهر خارج شد و در غار ثور پنهان گردید؛ و علی برای اغفال دشمنان اسلام در بستر پیامبر خوابید، و مشرکان قریش -به گمان این‌که رسول خدا در بسترش خوابیده‌است- خانه را محاصره کرده بودند، و تا صبح منتظر ماندند، و صبحگاهان که به شمشیر آخته به خانه هجوم بردند تا پیامبر خدا را بکشند، علی را دیدند که از آن بستر برخاست؛ و آیه ۲۰۷ سوره بقره «وَ مِنَ النّاسِ مَنْ یَشْری نَفْسَهُ ابْتِغاءَ مَرْضاتِ اللّهِ، وَ اللّهُ رَئوُفٌ بِالْعِباد: و از مردم کسی است که در به دست آوردن خشنودی خداوند از جان می‌گذرد، و خداوند به بندگان مهربان است» در شأن علی نازل شد. |                                        |
| ۱ | شادی                                                                   | پایان دو ماه عزاداری محرم و صفر، و آغاز ماه ربیع‌الاول | در برخی روایات، اقامه نماز شکر به شکرانه اقامه دو ماه عزاداری و عبادت، روزه گرفتن، صدقه دادن، کمک به مستمندان و قرائت زیارت پیامبر و امیرالمؤمنین علی در ابتدای این ماه توصیه شده‌است. |                                        |
| ۸ | ماتم                                                                   | کشته‌شدن حسن عسکری در سال ۲۶۰ هجری، بنا بر روایت مشهور | |                                        |
| ۹ | شادی                                                                   | عمرکشان، سالروز آغاز امامت حجت بن الحسن | روایت شده که «هر که در این روز چیزی انفاق کند گناهانش آمرزیده شود». این روز را روز قبولی اعمال، روز دوستی مؤمنین، و روز پرهیز از کبائر نامیده‌اند. بعلت روز قتل عمر بن خطاب توسط پیروز یا فیروز نهاوندی (معروف به ابو لؤلؤ و ایرانی)، در سال ۲۳ هجری. |                                        |
| ۱۰ | ماتم                                                                   | وفات عبدالمطلب در مکه، در ۸ سالگی پیامبر | |                                        |
| ۱۰ | شادی                                                                   | ازدواج پیامبر اکرم با خدیجه کبری، در ۲۵ سالگی پیامبر و ۴۰ سالگی خدیجه | [۹ شوال هم محتمل است] |                                        |
| ۱۲ | شادی                                                                   | ولادت پیامبر اسلام، طبق نظر شیخ کلینی و مسعودی، و نیز مشهور میان اهل سنت | آغاز هفته وحدت |                                        |
| ۱۲ | شادی                                                                   | پیامبر اکرم در سال ۱۳ بعثت(۱ هجرت)، بعد از ۱۲ روز پیمودن مسیر میان مکه و مدینه، وارد مدینه شد | هجرت |                                        |
| ۱۲ | شادی                                                                   | انقراض دولت بنی مروان در سال ۱۳۲ هجری | |                                        |
| ۱۴ | شادی                                                                   | یزید بن معاویه در سال ۶۶ هجری در منطقه حوران درگذشت، و جنازه‌اش را در دمشق دفن کردند، ولی امروزه اثری از آن نیست | |                                        |
| ۱۵ | شادی                                                                   | مسجد قبا، اولین مسجد اسلام، در سال ۱ هجری ساخته شد | |                                        |
| ۱۶ | شادی                                                                   | اِسراء و معراج رسول خدا، یک سال پیش از هجرت | در شب هفدهم |                                        |
| ۱۷ | شادی                                                                   | طبق روایات مشهور شیعه، میلاد پیامبر در مکه و در زمان طلوع فجر روز جمعه سال ۵۳ پیش از هجرت (عام الفیل) | |                                        |
| ۱۷ | شادی                                                                   | میلاد جعفر صادق در سال ۸۳ هجری | |                                        |
| ۱۸ | شادی                                                                   | تولد ام کلثوم بنت علی بن ابی طالب | محتمل |                                        |
| ۲۳ | شادی                                                                   | ورود فاطمه معصومه به قم در سال ۲۰۱ هجری | |                                        |
| رَبیع الثّانی / ربیع الآخِر |                                                                        | | |                                        |
| ۸ | شادی                                                                   | ولادت حسن عسکری در سال ۲۳۲، طبق مشهور | نقل دیگر ۱۰ ربیع الثانی است |                                        |
| ۱۰ | شادی                                                                   | ولادت حسن عسکری در سال ۲۳۲، طبق نقلی | نقل مشهور ۸ ربیع‌الثانی است |                                        |
| ۱۰ | ماتم                                                                   | درگذشت فاطمه معصومه مطابق روایتی در سال ۲۰۱ هجری | |                                        |
| ۱۲ | ماتم                                                                   | درگذشت فاطمه معصومه مطابق روایتی در سال ۲۰۱ هجری | احتمال دیگر |                                        |
| ۱۴ | شادی                                                                   | آغاز قیام مختار ثقفی در کوفه به خونخواهی شهیدان کربلا، در سال ۶۶ هجری | |                                        |
| ۱۸ | شادی                                                                   | آغاز قیام مختار ثقفی در کوفه به خونخواهی شهیدان کربلا، در سال ۶۶ هجری | احتمال دیگر |                                        |
| جُمادَی الاوّل / جُمادی الأولی |                                                                        | | |                                        |
| ۱ | شادی                                                                   | مرگ هارون الرشید | محتمل |                                        |
| ۵ | شادی                                                                   | ولادت زینب کبری در سال ۵ یا ۶ هجری، طبق برخی روایات | |                                        |
| ۱۰ | شادی                                                                   | پیروزی علی به یاری خداوند در جنگ جمل و فتح بصره، در سال ۳۶ هجری | |                                        |
| ۱۳ (یا ۱۴ یا ۱۵) | ماتم                                                                   | کشته‌شدن فاطمه زهرا، در سال ۱۱ هجری، طبق احتمالی | مطابق برخی روایات معتبر، فاطمه زهرا ۷۵ روز پس از پیامبر اکرم(۲۸ صفر) از دنیا رفته‌است، که با در نظر گرفتن احتمال تمام یا ناقص بودن ماه‌های میانی، یکی از این ۳ روز خواهد بود. |                                        |
| ۱۵ | شادی                                                                   | ولادت سجاد در سال ۳۷ هجری، طبق برخی روایات | احتمال دیگر ۵ شعبان است |                                        |
| جُمادیَ الثّانی / جُمادی الثّانیة / جُمادی الآخِر / جُمادی الآخرة                                                                             |                                                                        | | |                                        |
| ۳ (یا ۴ یا ۵) | ماتم                                                                   | کشته‌شدن فاطمه زهرا در سال ۱۱ هجری، طبق احتمالی | مطابق برخی روایات معتبر، فاطمه زهرا ۹۵ روز پس از پیامبر اکرم(۲۸ صفر) از دنیا رفته‌است، که با در نظر گرفتن احتمال تمام یا ناقص بودن ماه‌های میانی، یکی از این ۳ روز خواهد بود |                                        |
| ۱۳ | ماتم                                                                   | وفات فاطمه‌ام‌البنین، همسرِ علی و مادرِ عباس بن علی، در سال ۶۴ هجری | |                                        |
| ۲۰ | شادی                                                                   | ولادت فاطمه زهرا، در سال ۲ یا ۵ بعثت | |                                        |
| ۲۷ | ماتم                                                                   | کشته‌شدن علی نقی در سال ۲۵۴ هجری در ۴۰ یا ۴۱ سالگی، بنا به قولی | قول معروف‌تر، ۳ رجب است |                                        |
| رَجَب المُرَجَّب |                                                                        | | |                                        |
| ۱ | شادی                                                                   | شروع ماه رجب، که از ماه‌های حرام، و از ماه‌های بسیار پرفضیلت است | پیامبر اسلام فرمود: رجب ماه خداست، و شعبان ماه من است، و رمضان ماه امت من است. در روایات متعددی، برای روزه این ماه -حتی روزه یک روز آن- ثواب فراوانی نقل شده‌است. از روایات استفاده می‌شود که ماه رجب، ماه تهذیب و عبادت و خودسازی، و آغاز یک دوره جدید سلوک به سوی خداست. |                                        |
| ۱ | شادی                                                                   | میلاد محمد باقر در سال ۵۷ هجری، مطابق برخی روایات | نقل مشهور |                                        |
| ۲ | شادی                                                                   | ولادت علی نقی در سال ۲۱۲هجری، مطابق برخی روایات (قول غیر مشهور) | قول مشهور ۱۵ ذی الحجه‌است |                                        |
| ۳ | ماتم                                                                   | کشته‌شدن علی نقی در سال ۲۵۴ هجری (قول مشهور) | قول دیگر ۲۷ جمادی‌الثانی است |                                        |
| ۱۰ | شادی                                                                   | ولادت محمد تقی، در سال ۲۵۴ هجری، طبق برخی روایات (قول مشهور) | قول دیگر ۱۵ رمضان است |                                        |
| ۱۳ | شادی                                                                   | ولادت علی بن ابی طالب، در سال ۱۲ پیش از بعثت، در داخل خانه کعبه | |                                        |
| ۱۳و۱۴و۱۵ | یادمان                                                                 | ایام البیض ماه رجب | ایام البیض یعنی روزهای روشن |                                        |
| ۱۵ | ماتم                                                                   | کشته‌شدن صادق در سال ۱۴۸ هجری، طبق قول غیر مشهور | |                                        |
| ۱۵ | ماتم                                                                   | وفات زینب کبری در سال ۶۲ یا ۶۳ هجری، مطابق برخی نقل‌ها | |                                        |
| ۱۸ | یادمان                                                                 | وفات جناب ابراهیم، فرزند رسول خدا | |                                        |
| ۲۰ | شادی                                                                   | تولد سکینه بنت الحسین | محتمل |                                        |
| ۲۴ | شادی                                                                   | تولد علی اصغر فرزند حسین | محتمل |                                        |
| ۲۵ | ماتم                                                                   | کشته‌شدن موسی بن جعفر الکاظم، در سال ۱۸۳ هجری | |                                        |
| ۲۶ | ماتم                                                                   | وفات ابوطالب، پدر علی | |                                        |
| ۲۷ | شادی                                                                   | بعثت پیامبر اسلام به نبوت | |                                        |
| ۲۸ | یادمان                                                                 | خروج حسین از مدینه به سوی مکه، در سال ۶۰ هجری | |                                        |
| شَعبان المُعَظّم |                                                                        | | |                                        |
| ۱ | شادی                                                                   | آغاز ماه شعبان، که از عزیزترین ماه‌های اسلامی است | علی فرمود: وقتی پیامبر هلال این ماه را مشاهده می‌کرد، دستور می‌داد که کسی در سراسر مدینه ندا دهد: ای مردم! این ماه ماه من است؛ خدا رحمت کند کسی را که مرا بر ماه من یاری کند، یعنی در آن روزه بدارد. علی فرمود: هر کس ماه شعبان را برای محبت به پیامبر خدا و تقرب به خداوند روزه بگیرد، خداوند او را دوست می‌دارد، و به کرامت خویش در روز قیامت نزدیک می‌کند. |                                        |
| ۳ | شادی                                                                   | ولادت حسین در سال ۳ یا ۴ هجری | ولادت ایشان در روز پنج شنبه بوده‌است |                                        |
| ۴ | شادی                                                                   | ولادت ابوالفضل العباس در سال ۲۶ هجری، بنا بر قول مشهورتر | قول دیگر ۷ رجب است |                                        |
| ۵ | شادی                                                                   | ولادت سجاد در سال ۳۷ یا ۳۸ هجری، بنا بر قولی | قول دیگر ۱۵ جمادی‌الاولی است |                                        |
| ۵ | شادی                                                                   | تولد علی اکبر فرزند حسین | |                                        |
| ۵ | ماتم                                                                   | فوت فضه، خادم فاطمه زهرا | محتمل |                                        |
| ۷ | شادی                                                                   | تولد قاسم بن الحسن | محتمل |                                        |
| ۱۴ | شادی                                                                   | لیلة البرات یا لیلة الرحمة | شب ۱۵ شعبان از شب‌های بسیار مبارک است؛ و طبق روایت باقر، بعد از شب قدر، بافضیلت‌ترین شب سال است، و شبی است که خداوند به خودش قسم یاد کرده‌است که نیازمندی را دست خالی بر نگرداند، مادامی که معصیت و گناهی را نخواهد. |                                        |
| ۱۳و۱۴و۱۵ | یادمان                                                                 | این سه شب، لیالی بیض یعنی شب‌های روشن نامیده می‌شود | |                                        |
| ۱۵ | شادی                                                                   | میلاد حجة بن الحسن زمان، در سحرگاهان به سال ۲۵۵ هجری در سامرا | |                                        |
| رَمَضان المُبارَک |                                                                        | | |                                        |
| ۳ | یادمان                                                                 | نزول انجیل بر عیسی | احتمال دیگر ۱۲ رمضان است |                                        |
| ۶ | یادمان                                                                 | نزول تورات بر موسی | |                                        |
| ۱۰ | ماتم                                                                   | وفات خدیجه کبری، نخستین همسر محمد، در سال ۱۰ بعثت | |                                        |
| ۱۲ | یادمان                                                                 | نزول انجیل بر عیسی | احتمال دیگر ۳ رمضان است |                                        |
| ۱۳و۱۴و۱۵ | یادمان                                                                 | این سه شب، لیالی بیض یعنی شب‌های روشن نامیده می‌شود | |                                        |
| ۱۵ | شادی                                                                   | ولادت حسن مجتبی، در سال ۳ هجری | |                                        |
| ۱۵ | شادی                                                                   | تولد محمد تقی در سال ۱۹۵، بنا بر قول غیر مشهور | قول مشهور ۱۰ رجب است |                                        |
| ۱۷ | شادی                                                                   | پیروزی مسلمانان در جنگ بدر، به یاری خدا، در سال ۲ هجری | |                                        |
| ۱۸ | یادمان                                                                 | یکی از احتمالات شب قدر شب بیست و یکم (بیستم شب) است | شب قدر شبی است که مقدرات یک سال انسان‌ها - بر اساس لیاقت‌ها و شایستگی‌های آنان- تعیین می‌شود؛ و در تمام سال، شبی به عظمت و فضیلت آن نمی‌رسد؛ و عمل در آن، از عمل در هزار ماه برتر است. قرآن کریم در این شب به‌طور یکباره بر پیامبر اکرم نازل شده‌است. معصومین شب قدر را به‌طور دقیق تعیین نکرده‌اند، بلکه آن‌را بین سه شب نوزدهم، بیست و یکم و بیست و سوم در تردید رها کرده‌اند، تا مؤمنان با انجام اعمال قدر در هر سه شب، آمادگی کامل جهت کسب فیض و دریافت عنایات ویژه الهی داشته باشند. |                                        |
| ۱۸ | یادمان                                                                 | نزول زبور بر داوود | |                                        |
| ۱۹ | ماتم                                                                   | ضربت خوردن علی به شمشیر ابن ملجم مرادی، در سال ۴۰ هجری | یوم الضربة |                                        |
| ۲۰ | یادمان                                                                 | یکی از احتمالات شب قدر شب بیست و یکم (بیستم شب) است | این شب فضیلتش از شب نوزدهم بیشتر است، و احتمال بودن شب قدر در یکی از دو شب ۲۱ و ۲۳ بیشتر است. در چند روایت، وقتی از معصومین خواستند تا معین کنند شب قدر کدام یک از این دو شب است، معین نکردند، بلکه گفت: احیای این دو شب برای آنچه می‌خواهی، مشکل نیست! |                                        |
| ۲۰ | شادی                                                                   | فتح مکه در سال ۸ هجری | رسول خدا به مسجدالحرام آمد و آهنگ تخریب بتها نمود و این هنگام سیصد و شصت بت در اطراف خانه کعبه نصب بود. رسول خدا با چوبی که در دست داشت تمامی را نگون‌سار کرد. پس رسول کلید خانه کعبه را طلب کرد و در را گشود و امر فرمود که صورت‌هایی که بر دیوار خانه کعبه کشیده بودند محو کردند. پس داخل خانه شد و نماز خواند. همچنین در همین روز علی پای بر دوش پیغمبر گذاشت و بالای بام کعبه رفت و بت‌ها را به زمین انداخت و در هم شکست و به رعایت ادب، خود را از میزاب کعبه به زیر انداخت. مردم قریش صف کشیده بودند و تمامی در ترس بودند که پیغمبر با ایشان چه خواهد کرد. رسول خدا فرمود: من آن گویم که برادرم یوسف گفت: «لا تَثْرِیبَ عَلَیْکُمُ الیَوْمَ یَغْفِرُ اللَّهُ لَکُمْ وَهُوَ أَرْحَمُ ألْرّاحِمِینَ: امروز ملامت و توبیخی بر شما نیست! خداوند شما را می‌بخشد و او مهربانترین مهربانان است!»(یوسف:۹۲)، و جرم و جنایت ایشان را عفو کرد. |                                        |
| ۲۱ | ماتم                                                                   | کشته‌شدن علی در سال ۴۰ هجری | |                                        |
| ۲۲ | یادمان                                                                 | مهمترین احتمال شب قدر، شب بیست و سوم (بیست و دوم شب) است | این شب از شب نوزدهم و بیستم و یکم برتر است، و -طبق روایات متعدد- احتمال بودن شب قدر در این شب بیشتر است. |                                        |
| ۲۲ | یادمان                                                                 | نزول قرآن بر محمد | |                                        |
| شَوّال المُکَرَّم / شوّال المکرّمة |                                                                        | | |                                        |
| ۱ | شادی                                                                   | عید فطر، که از اعیاد بزرگ اسلامی، و عید روزه‌داران واقعی است، که اعمالشان پذیرفته شده، و گناهانشان بخشیده شده‌است | |                                        |
| ۸ | ماتم                                                                   | روز ویران کردن قبور ائمه بقیع و حمزه سیدالشهدا و دیگر بزرگان اسلام و قبور صحابه و پدر پیامبر اکرم و دیگر آثار اسلامی در مدینه و سایر شهرهای عربستان توسط وهابیان و آل سعود، در سال ۱۳۴۴ هجری قمری | |                                        |
| ۱۵ | ماتم                                                                   | کشته‌شدن حمزه سید الشهداء در جنگ احد | |                                        |
| ۱۷ | یادمان                                                                 | جنگ خندق، که جنگ احزاب هم نامیده می‌شود، از این جهت که قریش از همه قبائل و احزاب برای کندن ریشه مسلمین طلب کمک کرده بود | به پیشنهاد سلمان فارسی اطراف شهر خندقی کنده شد، پس از ۲۰ روز که قریشیان پشت خندق بودند، و به جز رد و بدل شدن تیر و سنگ جنگی صورت نمی‌گرفت، گروهی از قریش مانند عمرو بن عبدِود، نوفل بن عبد الله، هبیرة بن ابی وهب، عکرمة بن ابی‌جهل، و ضرار بن الخطاب مهیای جنگ شدند و اسب‌های خود را سوار شده از موضعی که تنگ‌تر بود، از خندق پریدند. عمروبن عبدود، مبارز طلبید و چون اصحاب وصف شجاعت او را شنیده بودند، کسی جرأتِ میدانِ او نکرد و همه سرها به زیر افکندند. رسول خدا چون شنید که عمرو مبارز می‌طلبد فرمود: هیچ دوستی باشد که شرّ این دشمن را کفایت کند؟ علیِ مرتضی عرض کرد: یا رسول الله مرا رخصت فرمای تا با وی بجنگم... و پس از اذن قتال آهنگ میدان کرد. در این وقت رسول خدا فرمود: «بَرَزَ الإیمانُ کُلُّه إلی الشرکِ کُلِّه». پس امیرالمؤمنین عمرو را دعوت فرمود به یکی از سه امر: یا اسلام آورد یا دست از جنگ با پیغمبر بدارد یا از اسب پیاده شود. پس عمرو پیاده شد و اسب خود را پی کرد و با شمشیر آخته بر سر امیرالمؤمنین تاخت و با یکدیگر سخت جنگیدند، و گرد و خاک فراوانی از زمین به پا خاست. عمرو فرصتی کرد و شمشیر خود را بر امیرالمؤمنین فرود آورد. امیرالمؤمنین سپر در سر کشید. شمشیر عمرو سپر را دو نیمه کرد و سر آن جناب را جراحتی رسانید. امیرالمؤمنین چون شیر زخم خورده بر عمرو شتافت و به یک ضربت کار او را ساخت و تکبیر گفت. مسلمانان دانستند که امیرالمؤمنین پیروز شده، شاد شدند؛ و رسول خدا فرمود که مبارزه علی روز خندق افضلِ اعمالِ امّتِ من است تا روز قیامت. عکرمه و هبیره و نوفل و ضِرار که همراه عمرو بودند فرار کردند. |                                        |
| ۲۵ | ماتم                                                                   | کشته‌شدن صادق، پیشوای بزرگ مذهب تشیع، در سال ۱۴۸ هجری، مطابق قول مشهور | احتمال دیگر ۱۵ رجب است |                                        |
| ۲۹ | شادی                                                                   | تولد ابوطالب | محتمل |                                        |
| ذی القَعدة / ذوالقَعدة الحرام |                                                                        | | |                                        |
| ۱ | یادمان                                                                 | آغاز ماه ذی القعده، که از ماه‌های حرام است که شروع جنگ در آن حتی با دشمنان اسلام حرام است؛ مگر این‌که آن‌ها جنگ را به مسلمانان تحمیل نمایند. در این ماه زائران خانه خدا از اطراف و اکنافِ جهان به سوی مکه و مدینه حرکت می‌کنند. این ماه، ماه اجابت دعا نامیده شده‌است.\|ماه ذی الحجة، که ماه حج است، همراه با ماه قبل و بعد از آن، ماه‌های حرام اند (ماه چهارم حرام، ماه رجب است). شاید یکی از اهداف آتش‌بس در این سه ماه، آرامش جامعه و توفیق برای حج و عبادت باشد. | |                                        |
| ۱ | شادی                                                                   | میلاد فاطمه معصومه در سال ۱۷۳ هجری، بنا بر نقلی | |                                        |
| ۶ | یادمان                                                                 | بسته شدن قرارداد صلح حدیبیه در سال ۶ هجری | محتمل |                                        |
| ۱۱ | شادی                                                                   | میلاد رضا، در سال ۱۴۸ هجری | |                                        |
| ۲۳ | ماتم                                                                   | کشته‌شدن علی بن موسی الرضا در سال ۲۰۳ هجری، طبق برخی روایات (قول غیر معروف) | قول معروف، روز آخر صفر است |                                        |
| ۲۳ | شادی                                                                   | ولادت ابراهیم | در شب ۲۵ ذی القعده |                                        |
| ۲۳ | شادی                                                                   | ولادت عیسی | در شب ۲۵ ذی القعده |                                        |
| ۲۵ | شادی                                                                   | دحو الارض | روزی که نخستین خشکی‌ها از زیر آب -که تمام روی زمین را فرا گرفته بود- سر برآورد و سپس گسترش پیدا کرد. طبق روایات، نخستین جایی که از زیر آب بیرون آمد و خشک شد و سپس گسترش یافت، سرزمین مکه و به خصوص محل خانه کعبه بود. در روایتی از علی نقل شده‌است: اولین رحمتی که خدا از آسمان به زمین نازل کرد در روز ۲۵ ذی القعده بود؛ و خدا هر ساله در این روز هزار هزار رحمت نازل می‌کند. |                                        |
| ۲۵ | یادمان                                                                 | بنای خانه کعبه | محتمل |                                        |
| ۲۹ | ماتم                                                                   | کشته‌شدن محمد تقی در ۲۵ سالگی به زهر معتصم عباسی در بغداد، به سال ۲۲۰ هجری | |                                        |
| ذی الحِجّة / ذوالحِجّة الحرام |                                                                        | | |                                        |
| ۱ | شادی                                                                   | آغاز ماه ذی الحجه، و آغاز دهه اول این ماه، که دهه شریفی است. | این ماه ماه بسیار پربرکتی است، و بزرگان دین هنگام ورود به این ماه، اهمیت ویژه‌ای به عبادت در آن می‌دادند، مخصوصاً دهه اول این ماه. در برخی روایات آمده‌است که شب‌های دهگانه‌ای که خداوند در آیات «و الفجر و لیال عشر» به آن قسم یاد کرده‌است، و «اشهر معلومات» که در آیه ۲۸ سوره حج آمده و مؤمنین باید در آن به یاد خدا باشند، ده روز اول ماه ذی الحجه‌است. همچنین ۱۰ روزی که خدا در میقات با موسی به ۳۰ روز میقات او اضافه کرد، این دهه می‌باشد. در حدیثی از رسول خدا وارد شده‌است که عبادت و کار نیک در هیچ ایامی به‌اندازه این دهه فضیلت ندارد. |                                        |
| ۱ | شادی                                                                   | ولادت ابراهیم خلیل، پیامبر بت‌شکن و [تجدید]بناکننده خانه کعبه | |                                        |
| ۳ | شادی                                                                   | قبولی توبه آدم | محتمل |                                        |
| ۶ | شادی                                                                   | ازدواج امیرالمؤمنین و فاطمه زهرا، مطابق روایتی | قول مشهور |                                        |
| ۷ | ماتم                                                                   | کشته‌شدن محمد باقر در سال ۱۱۴ هجری | نقل مشهور |                                        |
| ۸ | یادمان                                                                 | خروج حسین از مکه به سمت کربلا، در سال ۶۰ هجری | یزید گروهی را مأمور کرد که حسین را در مکه به هر حال که باشد بگیرند و به نزد یزید ببرند یا آنکه او را به قتل رسانند. لاجرم حسین احرام حج را به عمره عدول فرمود و طواف خانه و سعی مابین صفا و مروه به جای آورد و مُحِل شد و به سمت عراق حرکت کرد. |                                        |
| ۸ | یادمان                                                                 | روز ترویه | ترویه در لغت به معنای سیراب کردن و آب ذخیره نمودن است. در سابق که در عرفات آب نبود، حجاج در این روز برای وقوف در عرفات در فردای این روز، از مکه با خود آب می‌بردند. |                                        |
| ۹ |                                                                        | | |                                        |
| ماتم | روز عرفه و کشته شدنمسلم بن عقیل و هانی بن عروه در کوفه، به سال ۶۰ هجری | | |                                        |
| ۱۰ | شادی                                                                   | عید قربان یا عید اضحی، که از اعیاد مهم اسلامی است. | این روز یادآور اخلاص و بندگی ابراهیم و اسماعیل در برابر فرمان خداست، آنجا که فرمان حق بر ذبح اسماعیل صادر شد، و ابراهیم و اسماعیل برای اطاعت محض از دستور خدا شدند و ابراهیم اسماعیل را به قربان‌گاه برد و کارد بر حلقوم او نهاد، که به ابراهیم ندا رسید که از آزمون الهی سربلند بیرون آمدی و فرمانبرداری خویش را اثبات نمودی. به جای فرزندت، قوچی قربانی کن. این روز، روز خوشحالی و سرور است، زیرا علاوه بر اینکه ابراهیم اطاعت و بندگی خویش را اثبات نمود، گروه عظیمی از حاجیان به او تأسی جسته، در منی قربانی انجام می‌دهند تا به خدا تقرب جویند، و بسیاری از مردم سراسر جهان قربانی مستحب انجام می‌دهند و فقرا و گرسنگان را سیر می‌نمایند. |                                        |
| ۱۵ | شادی                                                                   | میلاد علی نقی در سال ۲۱۲ هجری (نقل مشهور) | بر اساس برخی نقل‌ها ۲ [یا ۵] رجب است |                                        |
| ۱۸ | شادی                                                                   | عید غدیر خم، که عید ولایت و امامت، و از اعیاد مهم اسلامی است، و در روایات به عنوان عید اکبر (عید بزرگتر) نامیده شده و تأکید شده که از اعیاد دیگر ازجمله فطر و قربان باعظمت‌تر و شریف‌تر است. | در این روز، پیامبر اسلام به فرمان خدا علی را به‌امامت و جانشینی خود منصوب کرد. این واقعه در سال ۱۰ هجری و در سرزمین «خُم» نزدیکی مکه، کنار غدیر (برکه آب) ی واقع شد، و به این دلیل عید غدیر خم نامیده می‌شود. روایات متواتر فراوانی از طریق اهل سنت راجع به جریان غدیر خم نقل شده‌است، که علامه امینی آن‌ها را در کتاب الغدیر جمع‌آوری کرده‌است، و معتقد است با این همه اسناد جای هیچ تردیدی برای هیچ فرد با انصافی باقی نمی‌گذارد. در روایات آمده‌است: این روز روزی است که گناهان شیعیان توبه‌کار در آن بخشیده می‌شود، و روز شادی و سرور است، و روزی است که تبسم بر چهره مؤمنان نقش می‌بندد. |                                        |
| ۲۲ | ماتم                                                                   | کشته‌شدن میثم تمار از صحابه پیامبر در سال ۶۰ هجری، به دلیل وفاداری به حسین | تاریخ کشته‌شدن میثم ۱۹ ذی الحجه و روز عاشورا نیز نقل شده‌است. |                                        |
| ۲۳ | ماتم                                                                   | کشته‌شدن طفلان مسلم، در سال ۶۰ هجری | محتمل |                                        |
| ۲۴ | شادی                                                                   | روز مباهله در سال ۱۰ هجری | رسول خدا -پس از گفتگوی فراوان با مسیحیان نجران، و عدم پذیرش حق توسط آنان- با آن‌ها در چنین روزی قرار مباهله گذاشت (مباهله یعنی این‌که طرفین از خدا بخواهند که هر کس ناحق را گرفتار مجازات الهی شود). طبق آیه «فَمَنْ حَاجَّکَ فیهِ مِنْ بَعْدِ ما جاءَکَ مِنَ الْعِلْمِ فَقُلْ تَعالَوْا نَدْعُ أَبْناءَنا وَ أَبْناءَکُمْ وَ نِساءَنا وَ نِساءَکُمْ وَ أَنْفُسَنا وَ أَنْفُسَکُمْ ثُمَّ نَبْتَهِلْ فَنَجْعَلْ لَعْنَتَ اللَّهِ عَلَی الْکاذِبینَ: هر گاه بعد از علم و دانشی که (در باره مسیح) به تو رسیده، (باز) کسانی با تو به محاجّه و ستیز برخیزند، به آن‌ها بگو: "بیایید ما فرزندان خود را دعوت کنیم، شما هم فرزندان خود را ما زنان خویش را دعوت نماییم، شما هم زنان خود را ما از نفوس خود دعوت کنیم، شما هم از نفوس خود آن گاه مباهله کنیم و لعنت خدا را بر دروغگویان قرار دهیم."» پیامبر حسن و حسین (به عنوان ابناءنا) و فاطمه زهرا (به عنوان نساءنا) و علی بن ابی طالب (به عنوان انفسنا) را به همراه برد؛ ولی پیش از آنکه مباهله صورت گیرد، نصارای نجران با دیدن چنین جمعیتی و نیز نشان‌های نزدیک شدن عذاب الهی، پشیمان شده و از مباهله صرف نظر کردند و حاضر به پذیرش دارد جزیه شدند. |                                        |
| ۲۴ | شادی                                                                   | روز خاتم بخشی علی در رکوع | در این روز امیرالمؤمنین در حال رکوع انگشتر خود را به سائل فقیر داد، و آیه «إِنَّما وَلِیُّکُمُ اللَّهُ وَ رَسُولُهُ وَ الَّذینَ آمَنُوا الَّذینَ یُقیمُونَ الصَّلاةَ وَ یُؤْتُونَ الزَّکاةَ وَ هُمْ راکِعُونَ: سرپرست و ولیّ شما، تنها خداست و پیامبر او و آن‌ها که ایمان آورده‌اند همانها که نماز را برپا می‌دارند، و در حال رکوع، زکات می‌دهند»(مائده:۵۵) نازل شد. |                                        |
| ۲۵ | شادی                                                                   | روز نزول سوره «هل اتی»(سوره انسان یا دهر) | طبق نقل شیعه و اهل سنت، پس از آنکه علی و فاطمه و ان حسن و حسین و جناب فضه برای ادای نذر خویش -که برای شفای بیماری حسن و حسین بود- سه روز روزه گرفتند، و در روز اول غذای افطار خویش را به مسکینی دادند و با آب افطار کردند، و در روز دوم آن‌را به یتیم و در روز سوم به اسیر دادند؛ که آیات سوره انسان در مدح ایثار توأم با اخلاص اهل بیت نازل شد؛ از جمله «یُوفُونَ بِالنَّذْرِ وَ یخَافُونَ یَوْمًا کاَنَ شَرُّهُ مُسْتَطِیرًا، وَ یُطْعِمُونَ الطَّعَامَ عَلیَ حُبِّهِ مِسْکِینًا وَ یَتِیمًا وَ أَسِیرًا، إِنمَّا نُطْعِمُکمُ‌ْ لِوَجْهِ اللَّهِ لَا نُرِیدُ مِنکمُ‌ْ جَزَاءً وَ لَا شُکُورًا، إِنَّا نخَافُ مِن رَّبِّنَا یَوْمًا عَبُوسًا قَمْطَرِیرًا، فَوَقَئهُمُ اللَّهُ شَرَّ ذَالِکَ الْیَوْمِ وَ لَقَّئهُمْ نَضْرَةً وَ سُرُورًا: آن‌ها به نذر خود وفا می‌کنند، و از روزی که شر و عذاب آن بسی گسترده‌است می‌ترسند؛ و غذای خود را با علاقه (و نیاز) به آن و از روی محبت خدا به فقیر و یتیم و اسیر انفاق می‌کنند. (و زبان قال و حالشان این است که) جز این نیست که ما شما را برای رضای خدا اطعام می‌کنیم از شما پاداش و سپاسی نمی‌خواهیم. حقّا که ما از پروردگارمان در روزی که گرفته و به شدت سخت و هولناک (و چهره‌ها در آن عبوس) است می‌ترسیم. پس خداوند آنان را از شر آن روز نگه داشته، و آنان را با خوشی و شادابی و شادمانی رو به رو خواهد ساخت.»(آیات ۷ تا ۱۱ سوره انسان). |                                        |
| آن‌چه در این جدول آمده‌است، طبعاً مطابق عقاید شیعیان بیان شده‌است؛ و ممکن است نظر غیرشیعیان و غیرمسلمانان در مورد برخی مسائل متفاوت باشد. |                                                                        | | |                                        |